# La Roche University
La La Roche University è un'università privata di indirizzo cattolico con sede a Pittsburgh, nello stato americano della Pennsylvania.
Il La Roche College fu fondato nel 1963 dalle Suore della Divina Provvidenza: in origine, era destinato esclusivamente alla formazione delle religiose della congregazione e fu intitolato Friederike Amelia de La Roche-Starkenfels, prima superiora generale dell'istituto. I primi studenti esterni furono ammessi nel 1965.
Nel 2019 il dipartimento dell'educazione dello stato della Pennsylvania concesse al college lo status di università, che assunse il nome di La Roche University.